# Le Dancourt
Le Dancourt is een voormalige gemeente in het Franse departement Ardennes in de toenmalige regio Champagne-Ardenne. De gemeente werd in 1793 afgescheiden van Donchery en in 1828 weer in diezelfde gemeente opgenomen.